# Eryapus flavus
Eryapus flavus är en insektsart som beskrevs av Evans 1954. Eryapus flavus ingår i släktet Eryapus och familjen dvärgstritar. Inga underarter finns listade i Catalogue of Life.